# Hypatia z Aleksandrii
Hypatia z Aleksandrii, gr. Ὑπατία (ur. ok. 355 lub 370, zm. w marcu 415 w Aleksandrii) – aleksandryjska uczona zajmująca się matematyką i filozofią neoplatońską; córka Teona z Aleksandrii.
Legenda przypisuje jej wynalezienie astrolabium i rodzaju areometru. Bywa zwana męczennicą nauki jako ofiara morderstwa.

## Życiorys
Córka matematyka, astronoma i filozofa Teona z Aleksandrii, wykształcenie matematyczne odebrała najpewniej pod jego kierunkiem. Być może kształciła się w Atenach. Jednak prawdopodobnie nigdy nie opuściła rodzinnego miasta. Była aktywna na polu nauki i filozofii.
Nie zachowały się żadne jej pisma, ale można jej hipotetycznie przypisać współpracę z ojcem przy redakcji pism Ptolemeusza i Euklidesa. Wiadomo, że pracowała nad komentarzami i wydaniem traktatów „Arytmetyka” Diofantosa i „Stożkowe” Apoloniusza z Pergi. Nie można wykluczyć, że ostateczny kształt tych dzieł, jaki dotarł do naszych czasów, jak również „Almagestu” i „Tablic podręcznych” Ptolemeusza, jest dziełem Hypatii.
Nieco więcej wiadomo o jej działalności na polu filozofii, szczególnie dzięki listom jej ucznia Synezjusza z Cyreny, biskupa Ptolemaidy. Utworzyła wokół siebie krąg oddanych uczniów, wspólnotę dążącą do wiedzy i poznania natury rzeczywistości, opierając się na filozofii pitagorejsko-platońskiej. Hypatia wymagała od siebie i swych uczniów wysiłku umysłu, woli i wyrzeczeń. Jednocześnie jej postawa była tolerancyjna i odznaczała się otwartym spojrzeniem na problemy filozoficzne. Wśród jej uczniów byli chrześcijanie i poganie, pochodzący nie tylko z Aleksandrii i Egiptu, ale z Syrii, Cylicji i Konstantynopola. Jej uczniowie odpłacali jej przywiązaniem i miłością długo po osiągnięciu samodzielności, a nawet wysokich godności kościelnych.
Choć filozoficzny krąg jej uczniów miał charakter elitarny, Hypatia wykładała również publicznie matematykę i astronomię. Wykłady prowadziła w swym domu, przed którym zbierały się tłumy entuzjastów, i w miejskich salach wykładowych. Często jeździła powozem, zatrzymywała się po drodze w instytucjach publicznych, rozmawiała z urzędnikami i dostojnikami. Była niezwykle szanowana wśród swoich zwolenników i uchodziła za autorytet moralny. Ceniono jej wiedzę, logikę i inne zalety intelektualne oraz cechy jej charakteru: umiar, dystynkcję w obejściu, prostotę ubioru, wstrzemięźliwość seksualną (do końca życia pozostała dziewicą), umiłowanie Aleksandrii, w której sprawy się angażowała.

## Hypatia a chrześcijaństwo
Hypatia była niepraktykującą poganką. Nie chcąc dostarczać pretekstu chrześcijańskiej administracji miasta do ataku na siebie i swoich uczniów, respektowała prawodawstwo antypogańskie, nie uczęszczała do świątyń, nie uczestniczyła w protestach przeciwko burzeniu świątyń pogańskich lub zamienianiu ich na chrześcijańskie kościoły. Nic nie wiadomo na temat jej postawy podczas burzenia Serapejonu w 391 roku. Nie czyniła różnicy między swymi pogańskimi i chrześcijańskimi uczniami. Opiekowała się wszystkimi studentami, niezależnie od ich światopoglądu. Utrzymywała kontakty z urzędnikami cesarskimi i miejskimi, z których większość była chrześcijanami. Był nim również Orestes, prefekt cesarski. Dzięki temu cieszyła się powszechnym szacunkiem. Za czasów biskupa Teofila, odpowiedzialnego za zniszczenie Serapejonu, nie spotykały jej żadne szykany.

## Śmierć

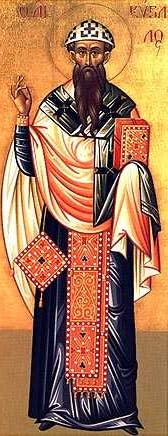
Ikona przedstawiająca Cyryla z Aleksandrii

Sytuacja zmieniła się po objęciu biskupstwa w 412 roku przez bratanka Teofila, Cyryla (późniejszego świętego Cyryla z Aleksandrii), który szybko popadł w konflikt z cesarskim prefektem i namiestnikiem Egiptu Orestesem, przyjacielem Hypatii. Cyryl i inni księża zaczęli atakować aleksandryjską filozofkę i matematyczkę, oskarżając ją z ambon aleksandryjskich kościołów o czary i uprawianie satanizmu. Jednak przyczyny religijno-polityczne były tylko jednym z powodów ataku Cyryla na Hypatię. Cyryl zazdrościł aleksandryjskiej matematyczce popularności wśród mieszkańców Aleksandrii. Według najnowszych badań Marii Dzielskiej, żywił do niej głęboką, patologiczną nienawiść:

...zarzuty stawiane Cyrylowi dotyczą ponadto głębszego aspektu sprawy niż tylko udziału w zewnętrznych manifestacjach wrogości i kłamstwa. Dotykają sfery jego psychologii i moralności. Cyryl uczynił coś, co można by określić naruszeniem zasad chrześcijańskiego porządku moralnego, któremu miał służyć. Stało się tak dlatego, że nie umiał pogodzić się z przegraną. Chciał być liderem społeczności aleksandryjskiej, a tymczasem to miejsce w kręgach elity zajmowała Hypatia... Pobudzało to jego ambicje, prowadziło do frustracji i patologicznej zawiści. Cyryl stawał się niebezpieczny. Aż trzy źródła mówią nam o zawiści Cyryla jako przyczynie śmierci Hypatii. Chodzi tutaj o Sokratesa, Hezychiusza i Damascjusza. Najcięższe, bezpośrednie, imienne oskarżenia o kierowanie się prymitywną, mroczną zawiścią wobec Hypatii spadają na Cyryla ze strony Damascjusza...

W wyniku tego w 415 roku Hypatia – według niektórych osoba w starszym wieku, według innych opracowań (Ch. Kingsley) miała wówczas tylko 25 lat, choć najczęściej w piśmiennictwie podawany jest wiek 45 lat – została zamordowana. Wywleczono ją z powozu przed kościołem Caseareum, zdarto z niej ubranie, wyłupiono jej oczy i zabito ostrakonami. Ponieważ przywódcą tego mordu był chrześcijanin, Piotr Lektor, rzuciło to – jak podaje Sokrates Scholastyk – cień na Kościół aleksandryjski i na jego biskupa. Zwykle wyważony w swoich ocenach Sokrates był pełen oburzenia na Cyryla. Oskarża go również późniejszy neoplatoński filozof Damascjusz (462–544). Sokrates pisze też, że Hypatia, będąc w przyjaźni z Orestesem, w opinii ludzi ze sfer kościelnych rzekomo przeszkadzała w pojednaniu między nim a biskupem miasta.
Orestes, pozbawiony cennego sprzymierzeńca, w wyniku zabiegów Cyryla utracił swe stanowisko.
Jak twierdzi Maria Dzielska, trudno jest udowodnić bezpośrednie wydanie rozkazu, nakazującego zamordować Hypatię w określonym miejscu czy w określony sposób przez biskupa Cyryla, ale jednoznacznie ponosi on odpowiedzialność za to morderstwo. Profesor Tadeusz Zieliński ze śmiercią Hypatii wiąże udział mnichów nitryjskich, których nazywa „czarną gwardią” takich biskupów jak Teofil czy Cyryl. Obciąża ich odpowiedzialnością nie tylko za śmierć Hypatii, ale także za zburzenie Serapejonu. O udziale mnichów nitryjskich w wydarzeniach w Aleksandrii wspomina również Maria Dzielska. Bestialski mord dokonany na aleksandryjskiej uczonej był czymś niespotykanym nawet w ówczesnych czasach. Oburzenie obecne również wśród wielu chrześcijan odbiło się głośnym echem w starożytnym świecie. Śledztwo w sprawie śmierci aleksandryjskiej matematyczki oparło się nawet o dwór cesarski, jednak dzięki potędze i wpływom Cyryla nikogo nie ukarano.

## Legenda i historia

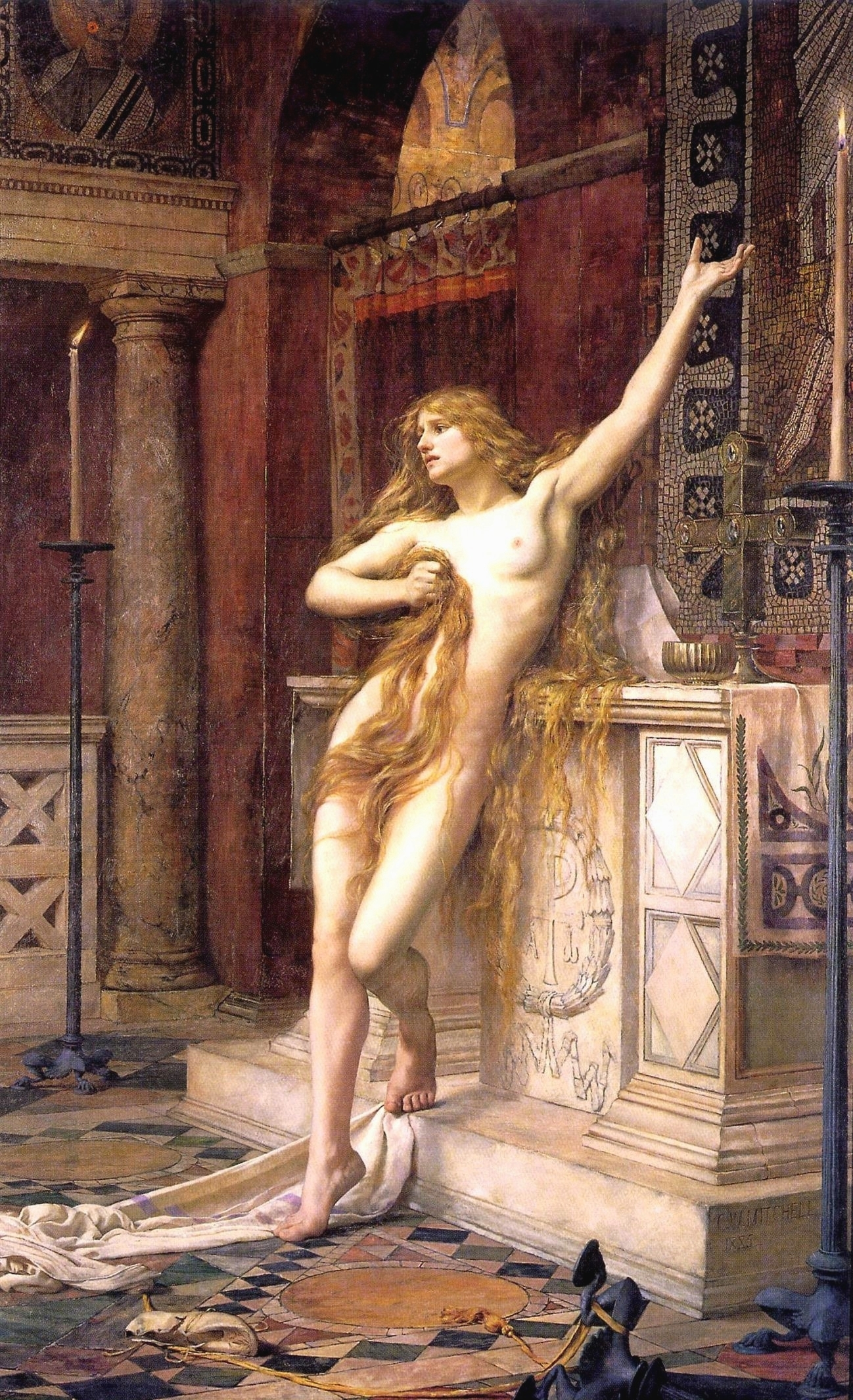
Hypatia (mal. Ch.W. Mitchell, 1885)

Okoliczności śmierci Hypatii znamy przede wszystkim z relacji historyka chrześcijańskiego, Sokratesa Scholastyka (ok. 380−450), jako autora zamieszkałego w Konstantynopolu.
Późniejsi autorzy wczesnego średniowiecza pozostawili sporo wzmianek o Hypatii, a hagiografia chrześcijańska niektóre elementy jej życia powiązała ze św. Katarzyną. Jan z Nikiu (VII w.) w swojej Kronice świata krytykuje aleksandryjską matematyczkę:

Kobieta filozof, poganka imieniem Hypatia, cały czas poświęcała się magii, astrolabiom i instrumentom muzycznym, swymi satanicznymi sztuczkami zwiodła wielu ludzi. Gubernator miasta świadczył jej niezwykłe honory, gdyż go zaczarowała. W wyniku tego przestał chodzić do kościoła, jak miał w zwyczaju.

Księga Suda, leksykon bizantyjski z X w., cytuje dzieło Żywot Izydora filozofa, którego autorem jest neoplatończyk Damaskios (462−544) z Aten. Filozof następująco opisał przyczyny i okoliczności śmierci Hypatii:

...Cyryl, powodowany zazdrością, spowodował, że pocięto ją (ceadem ei protinus machinatus est), i to /w sposób/ najbardziej ze wszystkich zbrodniczy.

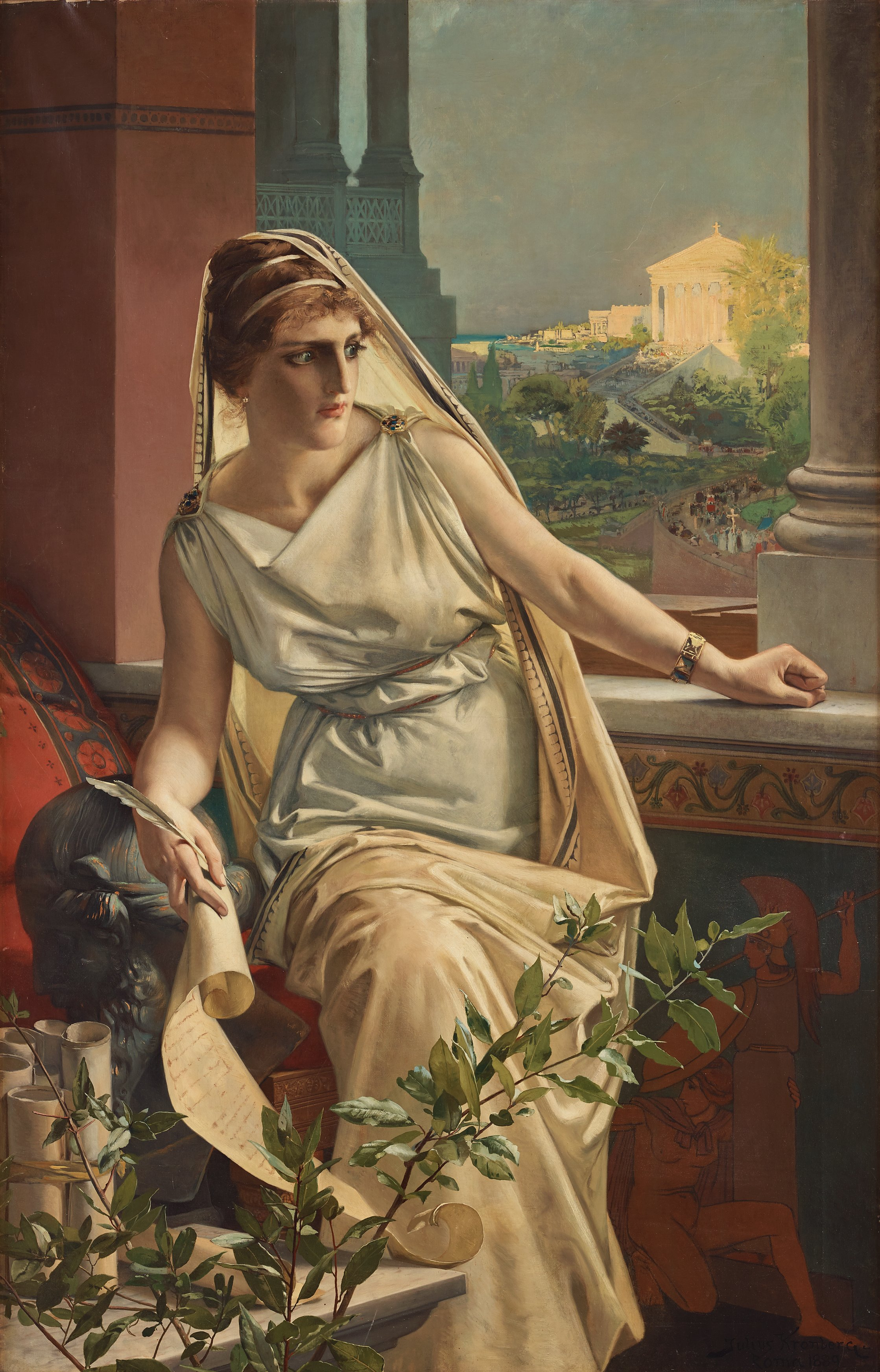
Hypatia (mal. Julius Kronberg, 1889)

Zainteresowanie osobą Hypatii przeżyło renesans w okresie oświecenia, kiedy irlandzki filozof i wolnomyśliciel z nurtu racjonalistycznego, John Toland (1670−1762), w swym traktacie Hypatia zinterpretował jej śmierć w duchu antykatolickim, czyniąc z niej symbol konfliktu rozumu i religii, wolności i fanatyzmu, nauki i ciemnoty. Podchwycił to Wolter. Odtąd legenda żyła już własnym życiem, obrastając w coraz to nowe, coraz mniej prawdopodobne znaczenia. Czyniono z Hypatii symbol swobody seksualnej, młodzieńczą i piękną ofiarę sadystycznych, ogarniętych nieczystymi żądzami mnichów. Bez wątpienia aparycja aleksandryjskiej filozofki robiła wrażenie. Damascjusz opisuje ją jako kobietę piękną i powabną. Jej śmierć miała zapoczątkować upadek intelektualny Aleksandrii, koniec nauki i filozofii. Próbowano również czynić z niej chrześcijankę, która porzuciła pogaństwo tuż przed swoją śmiercią.
Według Marii Dzielskiej i Pierre’a Chuvina Hypatia stała się ofiarą konfliktu politycznego pomiędzy chrześcijanami, z których jedna strona była przedstawicielem władzy świeckiej, druga kościelnej, choć Dzielska dostrzega tu również istotne relacje interpersonalne.
Biskupi aleksandryjscy zatrudniali i utrzymywali ze swoich dochodów grupy zbrojnych parabolanów, służących do siłowego rozstrzygania doraźnych gier politycznych i sporów religijnych, wzniecania zamieszek, samosądów i likwidacji niewygodnych osób, co zostało wykorzystane do zabicia Hypatii. W kolejnych latach, aż do podboju muzułmańskiego, Aleksandria była nadal żywym ośrodkiem życia umysłowego, choć jego poziom ulegał ciągłemu obniżeniu.

## Morderstwo a stanowisko historyków
Maria Dzielska uważa, że morderstwo Hypatii miało głównie podłoże polityczne, choć równie ważnym czynnikiem była osobista zawiść i niechęć, jaką biskup Cyryl żywił do aleksandryjskiej matematyczki. Aleksander Krawczuk jest zdania, iż Hypatię zamordowano z dwóch przyczyn: jako polityczną zwolenniczkę Orestesa oraz niewygodną z punktu widzenia ówczesnej filozofii chrześcijańskiej pogańską uczoną kobietę. Podobne stanowisko prezentuje Andrzej Ćwiek, egiptolog z Muzeum Archeologicznego w Poznaniu. Według niego mord na Hypatii wynika bezpośrednio z atmosfery panującej w tamtym czasie w Aleksandrii, nakazującej prześladować pogan i likwidować ich kulturę w imię postępującego chrześcijaństwa.
Pochodzący z Konstantynopola i żyjący w tym samym okresie co Cyryl i Hypatia Sokrates Scholastyk (380-ok. 450) twierdził, że Hypatię zamordowali chrześcijanie, którym przewodził lektor Piotr, z uwagi na jej osobiste przymioty i działalność, zaś znajomość z Orestesem była tylko pretekstem do zgładzenia niewygodnej osoby. W swoim dziele „Historia Kościoła” tak pisze o Hypatii:

Żyła w Aleksandrii pewna niewiasta imieniem Hypatia, była ona córką filozofa Teona. Udało jej się osiągnąć tak wysoki stopień wykształcenia, że przewyższała współczesnych sobie filozofów, stała się kontynuatorką wznowionej przez Plotyna filozofii platońskiej i potrafiła wykładać na prośbę zainteresowanych wszelkie, jakie by nie były, doktryny filozoficzne. Dlatego też garnęli się do niej zewsząd ci, którzy chcieli się poświęcić nauce filozofii. Ze względu na zmuszającą do szacunku szczerość i swobodę wypowiedzi, którą zapewniło jej posiadane wykształcenie, umiała mądrze występować także i wobec przedstawicieli władzy; i nie potrzebowała się wstydzić, kiedy się pojawiła wśród mężów: wszyscy nie tylko szanowali ją dla nieprzeciętnej roztropności, ale nawet czuli się onieśmieleni. Otóż tym razem przeciwko niej uzbroiła się zawiść. Ponieważ bowiem dość często spotykała się z Orestesem, fakt ten skłonił ludzi ze sfer kościelnych do wysunięcia oszczerczego oskarżenia, że to właśnie ona stoi na zawadzie i sprzeciwia się nawiązaniu przyjaznych stosunków pomiędzy Orestesem a biskupem Cyrylem. Tak więc ludzie porywczego usposobienia, którym przewodził lektor Piotr, umówiwszy się między sobą upatrzyli moment, kiedy owa niewiasta wracała skądś do domu, i wyrzuciwszy ją z lektyki zawlekli pod kościół zwany Cezarejon; tu zdarłszy z niej szaty zabili ją odłamkami skorup. Następnie rozszarpawszy ciało na sztuki poznosili poszczególne części na miejsce zwane Kinaron i spalili w ogniu. Zbrodnia ta ściągnęła na Cyryla i na Kościół w Aleksandrii niemało hańbiących zarzutów. Bo ci, co żyją według religii Chrystusowej, nie mają absolutnie nic wspólnego z morderstwami, bitwami i podobnymi do tych sprawami.

Niektórzy historycy katoliccy oraz teologowie i patrolodzy kościoła katolickiego mają inne zdanie o roli Cyryla w publicznym mordzie Hypatii. J.Daniélou i I. Marrou (1963) przedstawiają zabójstwo Hypatii jako samosąd tłumu, będący przejawem bezprawia. Katolicy patrolodzy B. Altaner i A. Stuiber uważają (1978 r.), że nie można biskupa Aleksandrii obarczać winą za śmierć Hypatii.
Autorzy tomu pierwszego dzieła pt. Świat Bizancjum pod redakcją C. Morrisson (2004 r.), będący badaczami francuskiego CNRS, Sorbony, Uniwersytetu we Fryburgu i in., stwierdzają, że za mord dokonany na Hypatii winić należy zaostrzanie się namiętności religijnych w społeczeństwie Aleksandrii, którym sprzyjała nietolerancyjna postawa Cyryla. Podobnie działo się w Konstantynopolu i innych ośrodkach Bizancjum:

Świadczą o tym wydarzenia w Aleksandrii, którym sprzyjała nietolerancyjna postawa patriarchy Cyryla (412-444): była to masakra chrześcijan zgromadzonych przed jednym z kościołów spalonych przez Żydów, a następnie zabójstwo filozofki Hypatii przez fanatycznych chrześcijan (415), którzy ukamienowali ją i spalili jej zwłoki po ich uprzednim poćwiartowaniu (Sokrates, Hist. eccl. VII,15). Akty przemocy powtarzają się także w innych miastach, a zwłaszcza w Konstantynopolu, gdyż kontrowersje natury doktrynalnej i kościelnej wywołują namiętności, jakie nawet dziś trudno sobie wyobrazić. Nie są one jedynie przejawem konfliktów frakcji, gry interesów czy rywalizacji osób albo miast (jak w przypadku rywalizacji szkół antiocheńskiej i aleksandryjskiej).

O niepokojach religijnych na terenie Egiptu i Aleksandrii wspomina również praca zbiorowa Religie starożytne Bliskiego Wschodu pod red. Krzysztofa Pilarczyka:

Wielokrotnie w pierwszych wiekach naszej ery miało miejsce prześladowanie egipskich chrześcijan; po zwycięstwie chrześcijaństwa nastąpiło nie mniej zajadłe prześladowanie „pogan”. Spalenie Biblioteki Aleksandryjskiej, zburzenie Serapeum i zamordowanie Hypatii, to kolejne odsłony tego dramatu. Świątynie dawnych bóstw były zamieniane na kościoły.

## Pamięć o Hypatii
W wierszu „Traktat moralny” napisanym w 1947 polski poeta Czesław Miłosz wspomina o Hypatii:

Biedna Hypatia, z której zdarli

Suknie na placu Aleksandrii

Powyższy cytat stanowi również motto książki Marii Dzielskiej Hypatia z Aleksandrii.
Na cześć Hypatii została nazwana planetoida (238) Hypatia, krater i grupa rowów na Księżycu, planeta krążąca wokół gwiazdy jota Draconis oraz rodzaj ciem z rodziny niedźwiedziówkowatych.

## Hypatia w masowej kulturze współczesnej

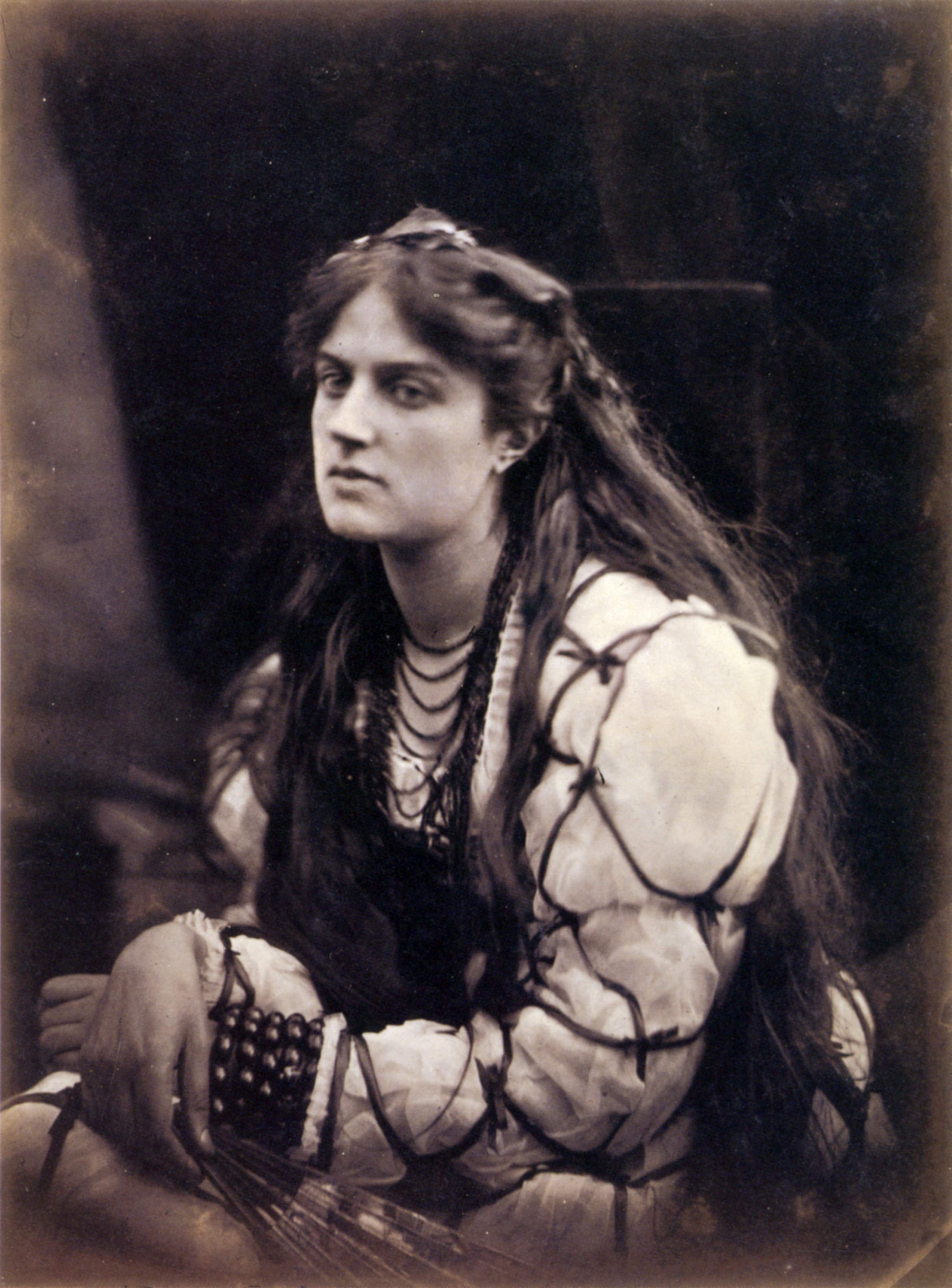
Hypatia (fotogram Julii Cameron, 1867)

- 2009 – film Agora, reż. Alejandro Amenábar, w roli głównej (jako Hypatia) Rachel Weisz.
- W latach siedemdziesiątych ubiegłego wieku w Brooklyn Museum otwarto wystawę ceramiczną poświęconą Hypatii[41].
- Smithsonian Institution posiada w swoich zbiorach rycinę, przedstawiającą atak chrześcijańskiego tłumu na Hypatię[42].
- Angielska fotografka Julia Margaret Cameron wykonała zdjęcie zatytułowane Hypatia.
- Postać Hypatii pojawia się w odcinku Patty amerykańskiego serialu komediowego Dobre miejsce.
- Hypatia jest jedną z wielkich naukowców w grze „Cywilizacja 6” oraz "Cywilizacja 5".[43]
- Hypatia jest wspominana w utworze "Kaisarion” zespołu "Ghost".[44]

## Literatura tematu
- Charles Kingsley, Hypatia. New Foes with an Old Face, Kessinger Publishing, 1997 (ang.). Brak numerów stron w książce
- Margaret Alic, Hypatia’s Heritage, Beacon Press, 1986 (ang.). Brak numerów stron w książce
- Khan Amore, Hypatia, Authorhouse, 2001 (ang.). Brak numerów stron w książce